# Ковачич
Словенско презиме Ковачич (словен. и слов. Kovačič; жен. вар. Ковачичова, слов. Kovačičová) може се односити на:
- Иван Ковачич Ефенка (1921–1963)
- Јоже Ковачич (1916–1942)
- Оскар Ковачич (1908–1944)